# Robin Swann
Robin Swann (né le 24 septembre 1971 à Kells, comté d'Antrim) est un homme politique britannique, chef du Parti unioniste d'Ulster (UUP) de 2017 à 2019.
Il est élu député au sein de l'Assemblée d'Irlande du Nord en 2011 et a été réélu en 2016 et 2017. Il est ministre de la Santé du 11 janvier 2020 au 27 octobre 2022 et de nouveau depuis le 3 février 2024.